# Barrosas (León)
Barrosas es una localidad española perteneciente al municipio de Barjas, en la provincia de León, comunidad autónoma de Castilla y León.
Se sitúa al oeste del municipio, cerca del límite con Galicia. Se sitúa en una pequeña elevación entre las corrientes de agua llamadas Rego do Chao y Rego de Seixas.

## Demografía
| Gráfica de evolución demográfica de Barrosas entre 1900 y 2018                                                                                    |
| |
| Población de derecho (1900-1991) o población residente (2001) según los censos de población del INE. Población según el padrón municipal del INE. |